# Мир
Вижте пояснителната страница за други значения на Мир.
Мир е отсъствие на каквито и да е военни действия, страх от насилие или ожесточени конфликти. В преносен смисъл означава спокойствие и хармония. Мирът осигурява както личната, така и обществената безопасност. Мирът също така предполага наличието на здрави или заздравели междуличностни или международни отношения, просперитет в областта на социалното и икономическото благосъстояние, създаване на равенство, както и работещ политически строй, който служи на истинските интереси на всички. 
За запазването на мира на цялата планета са създадени различни организации. Една от функциите на Организацията на обединените нации (ООН) е именно поддържането на мира в света. В международните отношения, мирно време е не само липсата на война или конфликт, но също така и наличието на културна, религиозна и икономическа толерантност и взаимно разбирателство. По данни на Р. Джексън след 1945 г. на Земята е имало само 26 мирни дни.
С идеите за мир са свързани и тези за пацифизъм и за ненасилие. Ненасилието е идеология и вид действие, което отхвърля физическото насилие като форма на разрешаване на конфликти и проблеми. То предлага тактики като гражданско неподчинение, бойкот, мирни демонстрации, словесно убеждаване и образоване. Едни от най-изявените представители на борбата за мир и ненасилие са Мартин Лутър Кинг и Махатма Ганди. От своя страна пацифизмът се обявява против войната изобщо. Това е антивоенно движение, чиито участници се борят за предотвратяване на войните като цяло. Пацифистите осъждат всякакво военно действие – дори освободителните въстания и войни. Те вярват, че войната може да бъде предотвратена по пътя на дипломацията, убеждението и мирните манифестации/митинги и е движение на хора с различни, но демократични политически убеждения.
Всички принципи на мирно съществуване винаги се разглеждат през призмата на raison d’etat (държавен интерес) и могат да се считат за определящи за политиката на коя да е държава (колкото и да се счита за желателно или задължително друго) само тогава, когато му отговарят. Съблюдаването от държавите на тези принципи е основа на развитието на равноправно и взаимноизгодно сътрудничество между тях. То може да се развива само на основата на продължително и стабилно безкризисно съвместно съществуване на държавите, тъй като само в такъв случай могат да възникнат близки и даже общи интереси. Основната причина за сътрудничество между тях се явяват обективни проблеми, които страните не могат да решат сами, или самостоятелното решение води само до частичен резултат. Традиционно отношенията на сътрудничество развиват едновременно участие и координация на усилията на страните за решаване на разни проблеми като тези, свързани с безопасността, търговията, функционирането и развитието на транспортни системи, екологията, добива на полезни изкопаеми, борбата с престъпността, усвояването на Космоса.

## История

### Античност и Средновековие
Платон счита, че „войната е естественото състояние на народите“. Древните гърци са имали и богини на мира и миролюбието като Ирена и Пейто.
Употребяваният в обширната Римска империя израз Pax Romana е свързан не точно с липсата на конфликти, а по-скоро с тяхното позициониране извън утвърдените като собствени територии и с покоряването на многобройни племена и народи, въз основа на превъзходството на римската армия и административната организация и управленски умения на римляните (по-късно повече или по-малко наследени и заимствани от византийците и други народи).
Ранните християни гледат неодобрително на войната и военната служба, считайки убийството за най-тежкия грях. Лактанций смята, че истината и враждата между народите са несъвместими и не трябва да съществуват едновременно в душите на вярващите. Разпространяването на християнската общочовешка нравственост, отричането на националните и обществените различия дава силна теоретична основа на идеята за вечен мир (различна от тази за Божи мир; под същото наименование – „вечен мир“ – е и идеята на Имануел Кант по този въпрос), която според Августин Блажени е сред идеалите на християнството.

### Ново време
Важен фактор в полза на мира става зараждането в края на Средновековието и в началото на Новото време на международното право. Конгреси и конференции по общи въпроси започват да се провеждат все по-често; Гроций в своя трактат De jure belli ас pacis (1625 г.) вече изказва мисълта „за ползата и необходимостта между християнските държави от такива събрания, на които споровете между тях да се решават от трети, безпристрастни държави, както и да се предприемат мерки за принуждаването на страните към мир на справедливо основание.“
Първите пацифистки организации възникват през втората половина на XIX век сред интелектуалците във Великобритания и САЩ. Особено голямо разпространение това движение има през 80-те и 90-те години на XIX век. По това време в тези движения се вливат и хора със социалистически възгледи. 

### Най-ново време
През 1919 – 1920 г., в резултат на навлизането на Версайско-Вашингтонската система на международни отношения, е създадена международната организация Лига на нациите (Общество на народите), чиято цел е разоръжаването, предотвратяването на военни действия, осигуряване на колективната безопасност, регулиране на споровете между страните по пътя на дипломатически преговори, както и подобряване на качеството на живот по света. В периода от 28 септември 1934 г. до 23 февруари 1935 г. в Лигата на нациите влизат 58 държави участнички, обаче тя прекратява съществуването си през 1946 г. – известно време след края на Втората световна война. Водещите участници в антихитлериската коалиция разработват основите на дейността на нова международна институция, получила названието Организация на обединените нации (ООН), в която с времето се включват повечето държави на планетата. Борба за мир се води и от други движения и организации, включително – пацифистки. Много често сред лидерите на комунистическите движения и държави пацифизмът се разглежда като антиимпериализъм и те се стремят да привлекат пацифистите на своя страна. Хипитата също прегръщат пацифизма като своя идеология.

### Международно бюро за мир
Постоянното международно бюро за мир се състои от 300 организации от 70 страни, плюс индивидуалните членове. Това е най-старата международна организация, посветена на мирното решаване на конфликти. Удостоена с Нобелова награда за мир за 1910 г.
От Наполеоновите войни нататък почти всяка година се провежда Световен мирен конгрес, на който се събират представители на мирните общества – главно от Европа и Северна Америка. На конгреса през 1991 г. в Рим се взема решение за установяването на централен офис, който да организира срещите и да координира действията. С помощта на Фредрик Байер се създава Международното бюро за мир, а той става неговият първи президент. Основните задачи на Бюрото са да „улеснява връзката между групите и индивидите, работещи за мир и да помага за споделянето на идеи, ресурси и информация; да организира конференции и семинари и да провежда изследвания“.
В периода на двете световни войни организацията е предимно неактивна (с изключение на събирането на жените през 1915 г., което довежда до създаването на Международната женска лига за мир и свобода. Организацията има голям принос в създаването на Обществото на народите. Седалището ѝ се премества в Женева през 1924 г.

### Международни сили на ООН за поддържане на мира
Мироопазващите сили на Обединените нации или така наречените Международни сили на ООН за поддържане на мира, в разговорния език известни като „Сините каски“ са поставените от страните членки на разположение и стоящи под командването на Организацията на обединените нации въоръжени сили, с цел помощ и улеснения за поддържането или възстановяването на международния мир и сигурност. За пръв път България се включва в мисиите на ООН през 1992 г. в Камбоджа. Оттогава тя има общо 10 мисии на ООН – в Ангола, Таджикистан, Етиопия, Еритрея, Босна и Херцеговина, Косово, Северна Македония, Хърватия, Афганистан и Ливан.
От 1948 година те са взели участие в многобройни райони по света в които са били налице военни конфликти. За пръв път военнослужещи са използвани като посредници на мира през 1947 г. в Гърция. Първата акция на невъоръжени военни наблюдатели на ООН е през 1948 година по време на Арабско-израелската война. В хода на Суецката война през 1956 г. се провежда първата операция за поддържане на мира. По време на кризата в Конго през 1960 г. изпратените сили за пръв път използват „сини каски“ и надпис UN („ООН“) на военните си автомобили. За първите 40 години на съществуването си (1945 – 1985) ООН провежда само 13 операции по поддръжката на мира. За следващите 20 години мисиите са 47. За ангажираността си с международния мир и сигурност Сините каски са носители на Нобелова награда за мир за 1988 г.

### Територии на мира
| Територия  | Продължителност на мира | Бележки |
| ---------- | ----------------------- | --- |
| Швеция     | от 1814 г.              | Съвременното правителство с най-голямата в историята продължителност на мирен период без прекъсвания. За последен път Швеция влиза във въоръжен конфликт през 1814 година с Норвегия. Оттогава не е участвала нито веднъж във военен конфликт. |
| Швейцария  | от 1848 г.              | Правителството на Швейцария успява да съхрани мира благодарение на политиката си на неутралитет. |
| Коста Рика | от 1949 г.              | След 44-дневна гражданска война през 1944, през 1949 г. правителството разформирова своята армия и не участва във военни конфликти. |

## Инициативи и символи на мира
Нобеловата награда за мир е една от петте Нобелови награди, учредени през 1895 г. съгласно завещанието на шведския индустриалец и изобретател Алфред Нобел. От 1901 г. наградата се връчва ежегодно в деня на смъртта на Нобел – 10 декември. За разлика от Нобеловите награди за физика, химия, медицина и литература, които се дават всяка година в Стокхолм, наградата за мир се връчва в Осло. Към 2009, паричната стойност на наградата е 10 милиона шведски крони (около 1.4 млн. щатски долара). Ленинската награда за мир е друга международна награда в тази сфера. Създадена е от правителството на Съветския съюз. Учредена е през 1949 г. по повод 70-годишнината на Йосиф Сталин, като за времето на своето съществуване е преименувана неколкократно. Тази награда се присъжда на чуждестранни граждани независимо от техните политически възгледи, партийна принадлежност, религиозни убеждения и расови различия, за заслуги в борбата за мир между народите.
Международният ден на мира се отбелязва всяка година на 21 септември от 2002 година насам. Учреден е на 36-ата сесия на генералната асамблея на ООН. В началото е отбелязван през третия вторник на месец септември, но на 55-ата сесия от 2001 година е взето решение да се отбелязва на 21 септември. Това е ден на отказ от насилие и прекратяване на огъня (в смисъл – на стрелбата с огнестрелни оръжия, но и на всякакви други военни действия) по целия свят. За целта по цял свят се провеждат различни мероприятия. Обикновено започват с обръщение на генералния секретар на ООН, след което се бие камбаната, следва едноминутно мълчание, след което реч произнася председателят на Съвета за безопасност към ООН.
- Символ на мира, против ядреното въоръжаване, популяризиран от хипитата
- Знаме на мира
- Знак на победата, после – и на мира (V, victory – победа)
- Гълъб – символ на мира, популяризиран от Пабло Пикасо

С това е свързана и българската инициатива Международната детска асамблея „Знаме на мира“. Тя е фестивал на детското изкуство под егидата на ЮНЕСКО. Организирана е и създадена по идея на Людмила Живкова през 1979 г. България е домакин на първата асамблея. Пак по идея на Л.Живкова са поставени 68 различни камбани в парк-комплекс Камбаните в София. Асамблеята от 1988 г. постига рекорд, посрещайки участници от 135 държави. От 1999 г. с асамблеята се занимава Евгения Живкова – дъщерята на Людмила Живкова.

## Принципи на мирното съвместно съществуване
Традиционно съвместното мирно съществуване се определя като състояние на отношения между държавите, при които те не прибягват до използването на военна сила. Мирното съществуване е възможно в два случая:
1. Страните нямат принципни противоречия, доколкото интересите им не са взаимоизключващи се. Тогава неизползването на сила следва от общото състояние на отношенията и е тяхно логическо следствие. Страните не се нуждаят от прибягването до сила, и състоянието на отношенията между тях е стабилно.
2. Между страните съществуват сериозни разногласия, но по една или друга причина те се отказват от използването на военна сила. Мирът не произлиза от състоянието на добросъседски отношения между тях, а е резултат от стремежите на правителствата да избягнат изострянето на отношенията и потенциален сблъсък. Мирното съвместно съществуване в този случай е до определена степен принудено – такова, което може да бъде нарушено толкова бързо, доколкото бързо могат да се изострят отношенията между тях.

Мирното съществуване се основава на съблюдаването от страните на основните принципи на международното право, които също така могат да се нарекат принципи на мирното съвместно съществуване. Тяхното съдържание е изложено в Декларацията за принципите на международното право, касаеща приятелските отношения и сътрудничество в съответствие с Устава на ООН, приети от Генералната асамблея през 1970 г., и в Заключителния акт на Съвета по безопасност и сътрудничество в Европа през 1975 г., както и в техните тълкувания, предложени в отделни решения на Международния съд на ООН. За общопризнати в отношенията между държавите се считат принципите, фиксирани в споменатите международно-правни документи:
- Принцип на суверенното равенство на държавите. Състои се (в съгласие с римския принцип par in parem non habet potestatem – равен над равен няма власт) в признаването на факта (доколкото е такъв) на политическата независимост и равнопоставеността на правителствата на всички държави по света, изключителната им юрисдикция на тяхната територия.
- Принцип на неизползване на сила. Основна гаранция за поддържане на добросъседство или неутралитет. Това е съзнателен отказ от страна на властите на суверенна държава от използването против друга държава на каквито и да е силови действия (в международното право понятие сила преимуществено се определя като въоръжено насилие, което категорично е забранено, с изключение на законната самоотбрана в случай на агресия и на основание на съответстваща резолюция на Съвета за безопасност на ООН), които могат да заплашат нейния суверенитет, териториална цялост, живота на гражданите ѝ. И заплахата от използване на въоръжена сила също се счита в този смисъл за недопустима, но такива в дипломатическите документи се отправят най-често завоалирано, така че невинаги може да им се реагира без да изглежда, като провокация. На същия принцип се нарушава и уговорката за отказ от превантивна самоотбрана, тоест възпиране на потенциалния агресор чрез разгръщане на военни сили и тяхното използване против него. В случай на реална опасност от въоръжено нападение над държава, потенциалната жертва на агресията е длъжна да се обърне към Съвета за безопасност на ООН, и да предприеме превантивни мерки само с негово съгласие. Обаче това се случва главно тогава, когато е угодно на съответните държави, а за обратно има много прецеденти.
- Принцип на мирното разрешение на споровете. Свързан е със съзнателния избор на властващия политически елит на държавата за коопериране във външната политика. Предполага междудържавните спорове да се решават мирно. Фиксиран е в Устава на Лигата на нациите, а по-късно – в Парижкия пакт от 1928 г., и окончателно – в Устава на ООН, където в раздел VI, член 33, алинея 1 е указано: „Страни, участващи в какъвто и да е спор, чието продължение може да застраши поддържането на международния мир и безопасност, са длъжни преди всичко до се стараят да разрешат спора по пътя на преговори, обсъждания, посредничество, помирение, арбитраж, съдебно разбирателство, обръщане към регионални органи или споразумения или други мирни средства по свой избор.“
- Принцип на ненамеса във вътрешните дела на държавите. Това е един от фундаменталните принципи на съвместното мирно съществуване, чието съблюдаване е залог за самостоятелния избор на обществено-политическа система на обществото на коя да е страна, съществено намалявайки риска от конфликти. Съгласно международното право, правото на интервенция се предоставя само от Съвета за безопасност на ООН в случая на заплаха за мира, нарушение на мира или отделни актове на агресия (раздел VII, член 42). Тя е възможно и при молба на легитимното правителства на държавата, в случая на опит да бъде свалено със сила. Практиката на реалните отношения между държавите отчетливо демонстрира систематичните злоупотреби на силните държави с тази възможност. Намесите на СССР в Чехословакия и Афганистан, и на САЩ— в Корея и Виетнам се провеждат по молба на марионетни или политически зависими правителства. Сходно – и по повод предполагаемо предотвратяване на хуманитарна катастрофа в някоя страна, в обстановката на критична за нея ситуация на вътрешни етнически, политически, религиозни или расови конфликти. Хуманитарната интервенция има за цел да не допусне масови нарушения на правата на човека, етнически прочиствания, геноцид и да спомогне за възвръщането на обществото към състояние на вътрешна стабилност, но предвид сериозна морална двусмисленост на трактовките на тази тема, често това става самоволно и произволно и в пряко противоречие на редица принципи на международното право, както и на установени обичаи и правила на междудържавните взаимоотношения.
- Принцип на териториалната цялост на държавите. Заключава се в съзнателния отказ на държавите от опити да включат в пределите на своите граници чужди територии, чрез сила. Този принцип е формулиран в пакта на Лигата на нациите (член 10) и потвърден в Устава на ООН (раздел I, член 2, алинея 4), а важността за съблюдаването му традиционно се обяснява с това, че опитите за нарушаване на териториалната цялост на държавите винаги води до война. Отчитайки това, в рамките на дейността на Лигата на нациите и ООН е осъществена редица опити да се разработи международно-правен механизъм за преминаването на територия от юрисдикцията на една държава към тази на друга по мирен път, т.е. с преотстъпване (цесия) на основание на международно споразумение, съгласно решение на международна организация (на основание арбитраж или плебисцит), акт на покупко-продажба или род формата на размяна на територии, но винаги – при доброволното съгласие и на двете държави. За реализирането на цесия, се извършват 2 важни акта – отричането от суверенитета над дадената територия от предната държава-собственик, и придобиването на суверенитета от новата държава-собственик. Многобройните цесии през 20-те и 30-те години на 20 век обаче, свидетелстват не за постигането от държавите на Европа на консенсус по въпросите за преразпределяне на териториите на държавите, а по-скоро за неспособността на държавите да защитят териториалната си цялост чрез въоръжена сила. Те всъщност са сред предпоставките за нов конфликт – Втората световна война.
- Принцип на целостта на границите. Това е логическо продължение на принципа на териториалната цялост на държавите. Състои се в зачитане от правителствата на държавите на съществуващите между тях граници. Традиционната формулировка на този принцип е изложена в Декларацията за принципите на международното право от 1970 г.
- Принцип на зачитане на правата на човека. Сред всички останали принципи, този е относително най-новия, определен окончателно в Заключителния акт на Съвета по безопасност и сътрудничество в Европа (1975 г.). През 1948 г. Генералната асамблея на ООН приема Всеобщата декларация за правата на човека, в която за основни права на човека са признати: правото на свобода и лична неприкосновеност (членове 3 и 4), на правосубектност (член 6), на равенство пред законите и презумпция за невинност (членове 7, 8, 9 и 10), правото на свободно придвижване (член 13), на убежище в случай на преследване в родината си (член 14), на свобода на убежденията, правото на глас, мисли и съвест (член 19) и други. Също така са приети два пакта: за гражданските и политическите права, и за икономическите, социалните и културните права на човека (1966 г.). За правното регулиране на отделните аспекти, свързани с правата на човека, под егидата на ООН са сключени редица конвенции: за престъпление в геноцид и наказание за него (1948 г.), за ликвидирането на всички форми на расова дискриминация (1966 г.), за премахването на всички форми на дискриминация в отношението към жените (1979 г.), за правата на децата (1989 г.)
- Принцип на равноправие и самоопределение на народите. Според него се очаква предотвратяване на всякаква дискриминация по национален признак и признаването на еднакво право на народите за свободно развитие и избор на бъдеще (всеки народ сам да определя съдбата си, в частност – да създаде собствена независима държава). Заложен е в Устава на ООН (член 1, алинея 2), където се разглежда като необходимо условие за развитие на добросъседските отношения между народите и укрепването на мира. По-ясно той е определен в Заключителния акт на Съвета по безопасност и сътрудничество в Европа. Съгласно положенията в него, всеки народ има право в условията на пълна свобода да определя своя вътрешен и външен статут, да осъществява по своя преценка политическото си, икономическото, социалното и културно развитие.
- Принцип на сътрудничество. Задължава държавите по света да поддържат стабилно сътрудничество помежду си, независимо от различията в политическите, икономическите и социалните им системи. Заложен е в Устава на ООН (член 1, алинея 3) и в Декларацията за принципите на международното право от 1970 г. Той изглежда като своеобразно заключение на всички други принципи, доколкото без него, реализацията по тяхното съблюдаване е изцяло невъзможна, но поради невъзможността за постигане на всеобщ консенсус в отношенията между държавите по света неговата собствена реализация е проблематична.
- Принцип на добросъвестното изпълнение на задълженията по международното право. Следва от обичайната норма pacta sunt servanda (договорите трябва да се спазват), която е общоприета в отношенията между държавите още от антични времена. Сключването на договор между държавите винаги предполага, че нормите, заложени в него, придобиват задължителна сила за двете страни по този договор и се предполага, че доброволно ще ги изпълняват. Тази норма е общоприето правило за нормалните взаимоотношения между държавите по света, доколкото без нейното спазване договорен режим на отношения въобще не би могъл да съществува, но всъщност (както показва историята на международните отношения) действието му напълно зависи от мотивите, които ръководят държавите в процеса на преговори. Ако съществува стремеж към компромис у държавите, изразен чрез преговорите и договорите – придържат се към задълженията по сключените от тях договори, устави на международни организации, членове на които са, конвенции, в които участват, иначе (например ако договорът е сключен като принудителен акт, фиксиращ съществуващото status quo, или договорът е наложен от едната страна на другата) – намират причини и поводи да ги нарушат (тоест удава им се да ги денонсират), като се позовават на това, че има изменения в отношенията между държавите и несъответствие на положенията в договора с новите реалности, както и груби нарушения на положенията на договора, допуснати от другата страна.  Всеки участник в международните отношения си сътрудничи с други, отчитайки преките или косвените изгоди. Ползата от сътрудничество е, от една страна, мерило за правилността на действията, а от друга – причина за продължаването и развитието му. Практиката на междудържавните отношения обаче свидетелства също така за доста свободна трактовка на отделни клаузи на договорите, както и явен саботаж на страните при изпълнението им. Добросъвестността на изпълнение на поетите от държавите задължения произтича въобще от общата политическа ситуация и от състоянието на отношенията между конкретните държави.

## Други
- На мира са наречени улица „Мир“ в квартал „Орландовци“ (Карта) и улица „Траен мир“ в квартал „Надежда II“ (Карта) в София.